# Chiết khấu
Trong tài chính, chiết khấu là quy trình xác định giá trị hiện tại của một lượng tiền tệ tại một thời điểm trong tương lai và việc thanh toán tiền dựa trên cơ sở các tính toán giá trị thời gian của tiền tệ. Giá trị chiết khấu của một vòng quay tiền tệ được xác định bằng cách khấu trừ giá trị của nó đi một tỷ lệ chiết khấu thích hợp đối với từng đơn vị thời gian giữa thời điểm mà vòng quay tiền tệ được lượng giá với thời gian bắt đầu của vòng quay tiền tệ. Thông thường phần lớn các tỷ lệ chiết khấu được biểu diễn như là tỷ lệ phần trăm theo năm.
Để tính giá trị hiện tại (PV) của một vòng quay tiền tệ đơn giản, người ta chia nó cho (1 cộng với lãi suất của đơn vị thời gian mà vòng quay tiền tệ này phải thực hiện).

## Ví dụ
Tính giá trị tương lai (FV) của $100 sẽ nhận được sau thời gian 5 năm với lãi suất cố định 12% mỗi năm
FV = PV$(1 cộng 12%)^n
{\displaystyle {\rm {FV}}=100(1+0,12)^{5}}
Do 1,125 là khoảng 1.762 nên giá trị tương lai của 100 đô la sau 5 năm sẽ khoảng bằng $176.

## Tỷ lệ chiết khấu
Tỷ lệ chiết khấu hay còn gọi là chiết suất, sử dụng trong các tính toán tài chính thông thường được chọn tương đương với chi phí vốn. Một số điều chỉnh có thể được thực hiện với tỷ lệ chiết khấu với sự tính toán đến các rủi ro liên quan đến sự không chắc chắn của các vòng quay tiền tệ với những diễn biến khác.

## Hệ số chiết khấu
Hệ số chiết khấu, P(T), là số mà theo đó vòng quay tiền tệ trong tương lai là có thể nhận được ở thời điểm T phải là tích số để đảm bảo thu được giá trị hiện tại. Vì thế, đối với tỷ lệ chiết khấu kép hàng năm cố định r ta có:
{\displaystyle P(T)={\frac {1}{(1+r)^{T}}}}
Đối với tỷ lệ chiết khấu kép liên tục và cố định r chúng ta có:
P(T) = e −rT

## Các loại chiết khấu khác
Trong việc định giá bán hàng cho từng phương thức thanh toán (trả ngay, thanh toán trước hạn khi mua hàng trả chậm X ngày, mua hàng với số lượng lớn hoặc ổn định v.v), người ta cũng áp dụng việc giảm giá hay khi các ngân hàng và các tổ chức tín dụng khác khi mua lại thương phiếu, hối phiếu hoặc các giấy tờ có giá với thời hạn thanh toán xác định của người thụ hưởng trước khi đến hạn thanh toán với một giá trị nhỏ hơn một tỷ lệ nhất định cũng được gọi chung là chiết khấu có thực.